# Dolínovka (Kamtxatka)
|  | Per a altres significats, vegeu «Dolínovka». |

Dolínovka (en rus: Долиновка) és un poble del krai de Kamtxatka, a Rússia, que el 2020 tenia 252 habitants. Pertany al districte de Mílkovo.